# Цих, Владимир Францевич
Владимир Францевич Цих (Цых) (1805—1837) — ординарный профессор, декан историко-филологического факультета и ректор Императорского университета Святого Владимира (1836—1837).

## Биография
Родился в 1805 году в Харьковской губернии в семье майора. Православного вероисповедания; Фон Брадке указывал, что Цых был родом чех или венгерец, но вполне сделавшийся русским. Окончив Екатеринославскую гимназию, в 1822 году поступил в Императорский Харьковский университет на словесный факультет, который окончил в 1825 году со степенью кандидата.
Через пять лет по окончании университетского курса (1830), Цих начал свою педагогическую деятельность преподаванием истории в Харьковском институте благородных девиц, в должности старшего учителя истории. В следующем году он был приглашён в Императорский Харьковский университет, где ему было поручено преподавание всеобщей истории. По получении в 1833 году степени магистра, он в 1834 году был переведён в Императорский университет Святого Владимира экстраординарным профессором и на другой же год назначен ординарным профессором и деканом историко-филологического отделения философского факультета. С 1835 года — проректор университета, с 1836 — ректор.
Хотя Цих посвятил университету св. Владимира всего три года, однако успел оказать сильное влияние и оставил по себе хорошую память. По словам О. М. Новицкого, он 

«всегда и везде являл себя мужем разума и совета… везде своим личным достоинством умел поддержать своё значение».
 Тогдашний попечитель Киевского учебного округа Г. Ф. фон Брадке в своей автобиографии говорит: 

«Цих во всех своих действиях был откровенен и прям; всё, что он говорил, было ясно и чуждо двуязычия; возложенное на него исполнялось быстро и осмотрительно».
 Это тем более заслуживает внимания, что, по свидетельству того же фон Брадке, почти всех окружающих Циха можно было назвать льстецами и притворщиками. Обозревая его профессорскую научную деятельность, В. Я. Шульгин в своей «Истории университета Святого Владимира» называет его «украшением университета». И действительно Владимир Францевич свои чтения излагал с мастерством оратора, стройно и систематически, всегда по новейшим исследованиям, знакомил слушателей с источниками, первый употреблял строгий критический метод, придавал наибольшее значение внутренней истории и вообще дал много весьма точных определений и понятий в области истории и её философии.
Литературных трудов у Циха немного, что объясняется, с одной стороны, непродолжительностью его жизни и, с другой, множеством разнообразных дел в области администрации и устройства нового университета. Первой печатной работой его была магистерская диссертация «О способе преподавания истории» (Харьков, 1833 г.), пользовавшаяся большим значением очень долгое время. Затем им было напечатано только две статьи: «Об эллино-македонском периоде» (в Журнале Министерства Народного Просвещения, 1835 г.), где после подробного обозрения деятельности Александра Македонского, преимущественно по известиям Арриана, высказываются личные взгляды автора, как о личности самого героя, так и о нравственном состоянии его современников, и «О цели и пользе высших учебных заведений», блестящая речь, отличающаяся выражением ясного понимания значения университета для края и произнесённая при открытии университета Св. Владимира 15 июля 1834 года.

Цых по наружности был довольно полон, но бледен, как был налит и рыхл, и страдал одышкою; из дома Корта, где помещались аудитории, иной раз он не мог дойти до своей квартиры на Рыбальской улице без того, чтобы несколько раз не остановиться на пути для восстановления дыхания. Несмотря на свою болезненность, лицо его выражало какую-то душевную мягкость и сердечность и вообще было в высшей степени симпатично; самая улыбка его была благодушная.— Биографический словарь профессоров и преподавателей Императорского университета Св. Владимира. — С. 499.
Умер 19 апреля (1 мая) 1837 года, на второй день Пасхи. Был похоронен на печерском кладбище, которое вскоре было закрыто и прах Цыха был перенесён на Байково кладбище.